# Літус Олександр Іванович
Олександр Іванович Літус (нар. 9 травня 1967, Бровари, Київська область, УРСР) — український лікар-дерматолог, доктор медичних наук, професор Національної медичної академії післядипломної освіти імені П. Л. Шупика, завідувач кафедри дерматовенерології Національна медична академія післядипломної освіти  імені П. Л. Шупика, громадський діяч, член американської академії дерматовенерології, член європейської академії дерматовенерології. У 2008 році ініціював створення Всеукраїнську громадську організацію «Українська асоціація псоріазу». У 2012 році ініціював створення «Євро-азійську асоціацію дерматовенерологів» та «Українську академію дерматовенерології». Є головним редактором спеціалізованого медичного журналу «Дерматолог», також редактором українсько-білоруського дерматологічного журналу «Дерматологія, Венерологія та Косметологія».

## Біографія
Олександр Іванович Літус народився 9 травня 1967 року в місті Бровари, Київської області, у сім'ї ветеринара та педагога. 1968 року його сім'я переїхала в селище Сухолуччя Вишгородського району. У 1982 році закінчив Сухолуцьку восьмирічну школу, а двома роками пізніше Димерську середню школу.
Навчаючись у Національному медичному університеті імені О. О. Богомольця за спеціальністю «Лікувальна справа», який він закінчив у 1990 році, Олександр Літус працює медбратом у Київському науково-дослідному інституті отоларингології (1988 рік) та медбратом-анестезистом у лікарні для вчених АН УРСР (1989).

## Наукова діяльність
У 1991 році Олександр Літус закінчив інтернатуру за спеціальністю дерматовенерологія. П'ять років потому захистив дисертацію на здобуття наукового ступеня кандидата медичних наук зі спеціальності «шкірні та венеричні хвороби» за темою «Особливості місцевого імунітету при різних клінічних формах хронічного інфекційного простатиту та патогенетично обумовлена терапія захворювання». У 2004 році захистив дисертацію на здобуття наукового ступеня доктора медичних наук зі спеціальності «шкірні та венеричні хвороби» за темою «Діагностика і терапія хронічного простатиту з урахуванням поліетіологічних механізмів розвитку і характеру перебігу захворювання». У 2006 році пройшов курси підвищення кваліфікації при Міжнародному інституті менеджменту.
На сьогодні Олександр Літус є автором 67 друкованих наукових робіт.

## Професійна діяльність
З 2008 року Олександр Літус був професором кафедри шкірних та венеричних хвороб Ужгородського національного університету, з 2012 року є професором Національної медичної академії післядипломної освіти імені П. Л. Шупика. У 2014 році очолив кафедру дерматовенерології.
У минулому — головний позаштатний спеціаліст українського МОЗ за спеціальністю «дерматовенерологія», радник міністра охорони здоров'я України, радник президента Національної академії медичних наук України з питань інновацій, віцепрезидент Української академії дерматовенерології.
З 2013 до 2015 року — головний позаштатний спеціаліст з дерматовенерології Департаменту охорони здоров'я Київської міської державної адміністрації. Директор територіального медичного об'єднання «ДЕРМАТОВЕНЕРОЛОГІЯ» у м. Києві.
Олександр Літус є головним редактором медичного журналу «Дерматолог».

## Громадська діяльність
У 2008 році Олександр Літус заснував Всеукраїнську громадську організацію «Українська асоціація псоріазу». Сьогодні до неї входять кілька тисяч лікарів і пацієнтів. З моменту створення «Українська асоціація псоріазу» визначила основні напрямки роботи:
- надання пацієнтам інформації щодо сучасних методик лікування псоріазу;
- сприяння проведенню шкіл псоріазу для пацієнтів та їх родичів;
- інтегрування української ініціативної групи фахівців та хворих псоріазом у міжнародне співтовариство шляхом участі в міжнародних конференціях, симпозіумах тощо[2].

З 2014 року є президентом громадської організації «Українська академія дерматовенерології», до якої входять декілька тисяч українських дерматовенерологів та пацієнтів.

## Міжнародна співпраця
Олександр Іванович Літус є ініціатором та співзасновником Євро-Азійської асоціації дерматовенерологів та організатором і президентом Першого (та подальших міжнародних) конгресів Євро-Азійської асоціації дерматовенерологів України. Також він є засновником і головою наукового комітету науково-практичних конференцій «Київські дерматологічні дні». Володіє українською, російською та англійською мовами. Є членом білоруської асоціації дерматологів.

## Хобі
Веде активний спосіб життя. Захоплюється дайвінгом, серфінгом, вітрильним спортом, рибальством.

## Нагороди
- Заслужений лікар України (21 серпня 2020 року) — за значний особистий внесок у державне будівництво, соціально-економічний, науково-технічний, культурно-освітній розвиток України, вагомі трудові здобутки та високий професіоналізм[4].